# Glenea iresine
Glenea iresine là một loài bọ cánh cứng trong họ Cerambycidae.